# Petit galanga
Alpinia officinarum
Cet article concerne une espèce botanique. Pour l'épice qui en est tirée, voir Galanga. Pour les autres sens, voir Galanga (homonymie).
Espèce
Classification phylogénétique
Le petit galanga, galanga camphré ou galanga officinal (Alpinia officinarum), est une espèce de plantes à fleurs de la famille des Zingiberaceae. C'est un plante herbacée vivace et rhizomateuse originaire d'Asie tropicale, en particulier du Sud de la Chine et de l'île d'Hainan.

## Description
Cette plante atteint environ 1,5 m de haut et ses rhizomes peuvent faire jusqu'à 1 m de long.

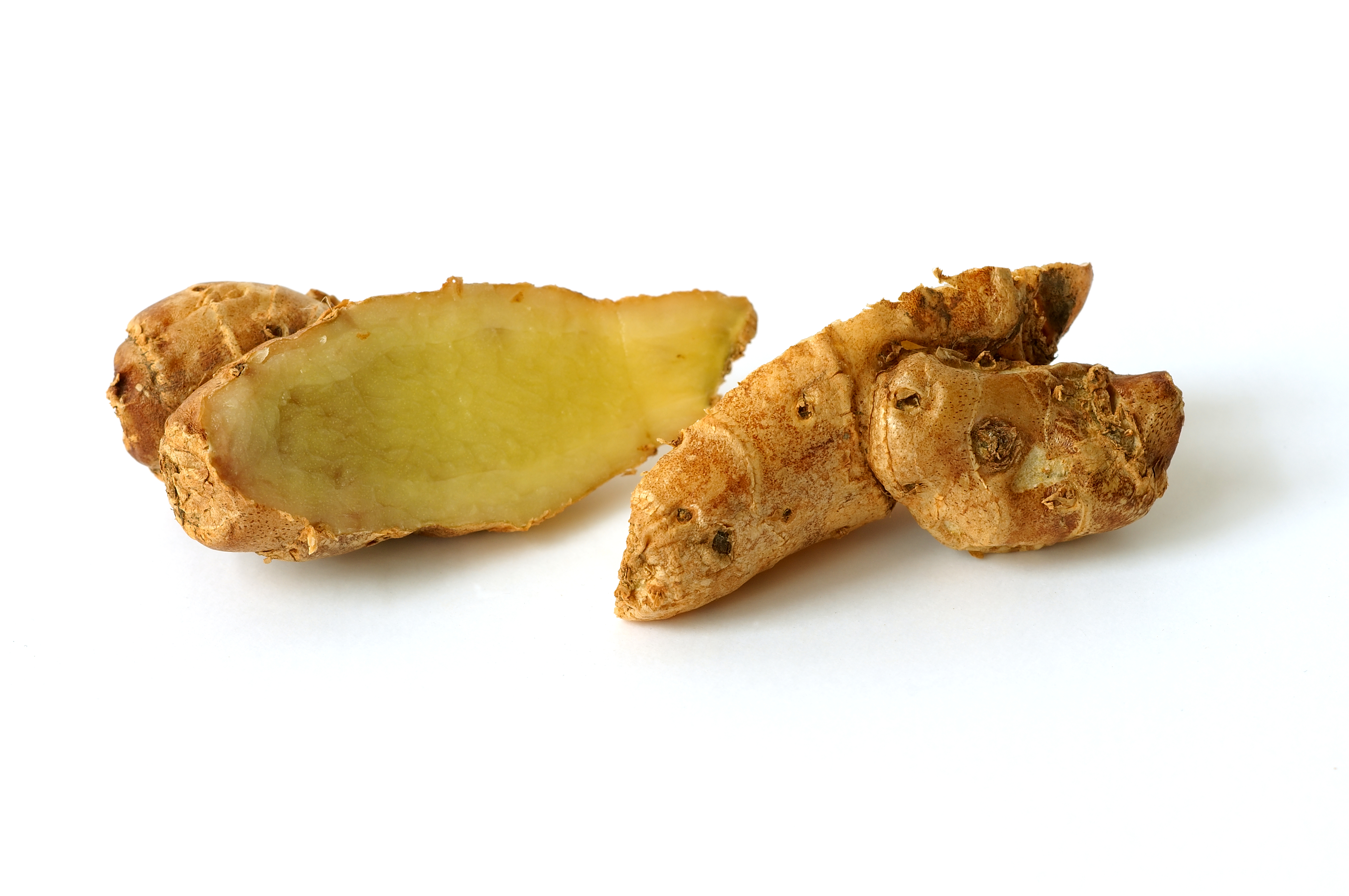
rhizome

## Utilisation
Tout comme le grand galanga (Alpinia galanga), le rhizome du petit galanga est très aromatique et s'utilise en cuisine comme le gingembre pour aromatiser les plats tels le curry. Il a un goût piquant et poivré, légèrement citronné.  
Il est riche en huiles essentielles donc on l'utilise aussi en aromathérapie et dans l'industrie cosmétique.
C'est de plus une plante médicinale qui stimule l'appétit et aide à la digestion. On l'utilise également pour soigner la toux, la bronchite et les maux de gorge à cause de ses propriétés antiseptiques et expectorantes.
La Żołądkowa Gorzka est une vodka polonaise parfumée avec des épices dont le petit galanga.